# برام تانکینک
برام تانکینک (هلندی: Bram Tankink؛ زادهٔ ۳ دسامبر ۱۹۷۸) دوچرخه‌سوار اهل هلند است.
از باشگاه‌هایی که در آن رکاب زده‌است می‌توان به تیم لوتوان‌ال–یومبو و تیم کوئیک‌استپ فلورز اشاره کرد.